# Reprezentacja Rumunii na Mistrzostwach Europy w Wioślarstwie 2007
Reprezentacja Rumunii na Mistrzostwach Europy w Wioślarstwie 2007 liczyła 30 sportowców. Najlepszymi wynikiem było 1. miejsce w ósemce kobiet.

## Medale

### Złote medale
ósemka (W8+): Rodica Șerban, Viorica Susanu, Simona Mușat-Strimbeschi, Ana Maria Apachiței, Aurica Barascu-Chirita, Ioana Papuc, Georgeta Damian-Andrunache, Doina Ignat, Elena Georgescu-Nedelc

### Srebrne medale
czwórka podwójna (W4x): Ionelia Zaharia, Eniko Mironcic, Camelia Lupascu, Roxana Cogianu

### Brązowe medale
dwójka bez sternika (W2-): Adelina Cojocariu, Nicoleta Albu

## Wyniki

### Konkurencje mężczyzn
- czwórka bez sternika (M4-): Florin Lauric, Cristian Sirbu, Ioan Mihaila, Valentin Piticariu – 11. miejsce
- ósemka (M8+): Vladut Luchian, Marcus Despina, Marius Bacaoanu, Gheorghe Oros, Ionut Moisa, Gheorghita Munteanu, Nicusor Ghebosu, Marius Luchian, Ionut Grigore – 6. miejsce

### Konkurencje kobiet
- dwójka bez sternika (W2-): Adelina Cojocariu, Nicoleta Albu – 3. miejsce
- dwójka podwójna (W2x): Daniela Cristea, Maria Diana Bursuc – 8. miejsce
- czwórka podwójna (W4x): Ionelia Zaharia, Eniko Mironcic, Camelia Lupascu, Roxana Cogianu – 2. miejsce
- ósemka (W8+): Rodica Șerban, Viorica Susanu, Simona Mușat-Strimbeschi, Ana Maria Apachiței, Aurica Barascu-Chirita, Ioana Papuc, Georgeta Damian-Andrunache, Doina Ignat, Elena Georgescu-Nedelc – 1. miejsce